# 水橋文美江
水橋 文美江（みずはし ふみえ、1964年1月15日 - ）は、日本の脚本家。石川県金沢市出身。

## 略歴・人物
石川県出身。　小学５年生の時、在籍していた三馬小学校が創立百周年を迎え、自身のクラスに「100年前の三馬小学校」という演劇のお題が渡され、シナリオ（クラスの大将（当初は「番長」だったが、担任の先生に、明治時代初期に「番長」はおかしいと「大将」に直される）と子分や女子生徒たちとのやり取り）を書き演技指導を行い、記念式典で発表する。これが脚本家としての始まりである。　中学生のとき、担任教師のすすめで石川県児童文化協会が後援する児童劇団に所属し、このころから短い脚本を書き始めた。石川県立金沢錦丘高等学校を卒業（17期生）。
バンド「たま」が売れ出したときナゴムレコードのスタッフとして働いていた。
第3回フジテレビヤングシナリオ大賞への応募をきっかけに、1990年の『東京ストーリーズ』第35回「おろしたての夫婦生活」（フジテレビ）で脚本家としてデビューする。
NHK名古屋ラジオドラマコンクール佳作、橋田賞新人脚本賞、1995年度石川TOYP大賞をそれぞれ受賞。
夫は、フジテレビのディレクター・映画監督、中江功。2児の母。

## 主な作品

### テレビドラマ
- 東京ストーリーズ 第35回「おろしたての夫婦生活」（1990年、フジテレビ）
- 世にも奇妙な物語シリーズ（1991年）
  - 「タイムスクーター」
  - 「19XX」
  - 「人格改造ドリンク」
- 葡萄が目にしみる（1991年、フジテレビ）
- さよならをもう一度（1992年、フジテレビ）
- ビーナスハイツ（1992年、毎日放送/TBS）
- 夏子の酒（1994年、フジテレビ、尾崎将也と共同脚本）
- 妹よ（1994年、フジテレビ）
- いつかまた逢える（1995年、フジテレビ）
- みにくいアヒルの子（1996年、フジテレビ）
- 僕が僕であるために（1997年、フジテレビ）
- ガラスの仮面（1997年、テレビ朝日）
- 太陽は沈まない（2000年、フジテレビ）
- 最後の夏休み・24時間テレビドラマスペシャル（2001年、日本テレビ）
- しあわせのシッポ（2002年、TBS）
- 父さんの夏祭り・24時間テレビドラマスペシャル（2002年、日本テレビ）
- 緑のクリスマス（2002年、NHK）
- ふたり 私たちが選んだ道・24時間テレビドラマスペシャル（2003年、日本テレビ）
- ビギナー（2003年、フジテレビ）
- 光とともに…〜自閉症児を抱えて〜（2004年、日本テレビ）
- みんな昔は子供だった（2005年、関西テレビ（フジテレビ））
- 松本清張スペシャル・黒い樹海（2005年、フジテレビ）
- 神はサイコロを振らない〜君を忘れない〜（2006年、日本テレビ）
- ユウキ・24時間テレビドラマスペシャル（2006年、日本テレビ）
- ホタルノヒカリ（2007年、日本テレビ）
- 先生はエライっ! （2008年、日本テレビ）
- スクラップ・ティーチャー〜教師再生〜（2008年、日本テレビ）
- トライアングル（2009年、関西テレビ（フジテレビ））
- 働くゴン!（2009年、日本テレビ）
- ホタルノヒカリ2（2010年、日本テレビ）
- つるかめ助産院〜南の島から〜（2012年、NHK）
- シェアハウスの恋人（2013年、日本テレビ）
- 三面記事の女たち -愛の巣-（2015年、フジテレビ）
- 母さん、俺は大丈夫・24時間テレビドラマスペシャル（2015年、日本テレビ）
- 早子先生、結婚するって本当ですか?（2016年、フジテレビ）
- 盲目のヨシノリ先生〜光を失って心が見えた〜・24時間テレビドラマスペシャル（2016年、日本テレビ）
- 母になる（2017年、日本テレビ）
- 新春ドラマスペシャル『娘の結婚』(2018年、テレビ東京)
- 土曜ドラマ（NHK）
  - みかづき（2019年）
  - リラの花咲くけものみち（2025年）
- 連続テレビ小説 スカーレット（2019年 - 2020年、NHK）[7]
- 世界は3で出来ている（2020年、フジテレビ）
- ＃リモラブ 〜普通の恋は邪道〜（2020年、日本テレビ）
- 生徒が人生をやり直せる学校・24時間テレビドラマスペシャル（2021年、日本テレビ）
- 古見さんは、コミュ症です。（2021年、NHK）
- さよならの向う側（2022年、読売テレビ・日本テレビ）
- すきすきワンワン!（2023年、日本テレビ）
- 満天のゴール（2023年、NHK BS4K）

### 映画
- 新・同棲時代（1991年）
- バースデイプレゼント（1995年）
- 冷静と情熱のあいだ（2001年）
- シュガー&スパイス 〜風味絶佳〜（2006年）
- ロック 〜わんこの島〜（2011年）
- 映画 ホタルノヒカリ（2012年）

## 著作

### エッセー
- かさだかな日々（2009年10月7日、北國新聞社、ISBN 978-4-8330-1712-1）

### 小説
- ロック わんこの島 水稀しま,鈴木智(共著)（2011年7月11日、小学館ジュニアシネマ文庫、ISBN 978-4092306141）
- ＮＨＫ連続テレビ小説　スカーレット ノベライズ上巻 水田静子 (共著) （2019年9月27日、ブックマン社、ISBN 978-4893089205）
- ＮＨＫ連続テレビ小説　スカーレット ノベライズ下巻 水田静子 (共著) （2020年4月9日、ブックマン社、ISBN 978-4893089212）

### ガイドブック
- 連続テレビ小説　スカーレット　Ｐａｒｔ1 ＮＨＫドラマ・ガイド（2019年9月25日、NHK出版、ISBN 978-4149235899）
- 連続テレビ小説　スカーレット　Ｐａｒｔ2 ＮＨＫドラマ・ガイド（2020年1月27日、NHK出版、ISBN 978-4149235905）

### 連載
- ゆくぞ、母ちゃん道（北國新聞）
- 弁当忘れても愛忘れるな（北國アクタス）